# Dave Greenwood
Dave Greenwood (Wakefield, 30 de março de 1978) é um engenheiro automotivo britânico que atualmente ocupa os cargos de diretor de corrida e representante oficial da equipe de Fórmula 1 da Alpine.

## Carreira
Greenwood depois de se formar em engenharia automotiva na Oxford Brookes University começou a trabalhar na Fórmula 1 como especialista em dinâmica veicular na equipe British American Racing (BAR) entre 2000 e 2004, antes de se juntar à Renault como engenheiro de corrida e performance em 2005. Com ele tendo desempenhado um papel fundamental como engenheiro de pista da equipe francesa nas temporadas de 2005 e 2006, período em que a Renault conquistou os títulos mundiais de construtores e de pilotos com Fernando Alonso.
Após deixar a Renault no final de 2009, em janeiro do ano seguinte, Greenwood ingressou na equipe estreante Virgin Racing como engenheiro de corrida — equipe esta que foi renomeada para Marussia F1 Team em 2012 —, com ele assumindo o cargo de engenheiro-chefe em janeiro de 2011. Em outubro de 2014, ele deixou a Marussia após ser contratado pela Ferrari como engenheiro sênior de corrida  para supervisionar o retorno de Kimi Räikkönen a equipe, uma parceria que colocou a equipe de Maranello como vice-campeã do Campeonato de Construtores em três ocasiões. Durante esta segunda passagem de Raikkonen pela Ferrari, Greenwood trabalhou diretamente com o finlandês e ficou conhecido pelo estilo de comunicação que agradava ao piloto. Ele foi o engenheiro que recebeu a icônica mensagem de rádio "gloves and steering wheel" de Raikkonen no Grande Prêmio do Azerbaijão de 2017.
Após deixar a Fórmula 1 em maio de 2018, Greenwood assumiu o cargo de diretor técnico da Manor no Campeonato Mundial de Endurance e posteriormente, assumindo uma posição de liderança, ele foi nomeado diretor técnico da United Autosports, aplicando a experiência e os aprendizados de nível da Fórmula 1 ao carro da equipe que disputaria o Campeonato Mundial de Endurance, o que resultou em vitórias nas 24 Horas de Le Mans e no campeonato de equipes do WEC. Posteriormente, como chefe de projetos especiais da equipe Hitech, ele reuniu e liderou o grupo de projeto responsável pela inscrição malsucedida da equipe no Campeonato Mundial de Fórmula 1 para 2026.
Após permanecer sete anos longe da Fórmula 1, em fevereiro de de 2025, Greenwood ingressou na equipe da Alpine como diretor de corrida. Em maio, a Alpine confirmou que Greenwood também assumiria o papel de representante oficial da equipe na Fórmula 1 a partir do Grande Prêmio da Emília-Romanha de 2025. A mudança ocorreu após a saída de Oliver Oakes, que deixou o comando da equipe logo depois do Grande Prêmio de Miami por motivos pessoais.